# 天王星-9
天王星-9（Uran-9），又譯天王星-9战斗机器人，是由卡拉什尼科夫集團开发和生产的履带式無人地面載具，并由Rosoboronexport向国际市场推广和銷售。根据Rosoboronexport发布的消息，天王星-9能为联合作战、侦察和反恐部队提供远程侦察和火力支援。